# 강계대
강계대(姜啓大, 1884년 11월 29일 ~ 1971년 1월 24일)는 대한민국의 독립운동가이다.
본관은 진주(晋州)이고 호(號)는 백산(白山)이며 아명(兒名)은 강기석(姜基奭)·강의건(姜椅楗)·강호경(姜鎬鏡)이고 1889년 강계대(姜啓大)로 개명(改名)하였다. 아직 3.1 운동 이전 시절인 1911년 일제 강점기 경기도 인천 제물포 거주 시절 잠시 사용한 가명은 김형오(金馨澳)이다.

## 생애

### 대한제국 독립 운동
전라북도 임실(任實) 출생인 그는 1903년 대한제국 하급 관료에 천거되어 1909년까지 전라북도, 충청남도, 경기도, 경상북도에서 군서기관 직책을 지낸 후 1909년 대한제국 관료 직위를 사퇴하였고 그 후 유교(성리학)에서 천도교 개종을 한 천도교 신자이다. 그는 1919년 3월 2일 경성부에서 전해 받은 독립선언서를 임실 읍내의 관공서 게시판에 게시하였고 이 때 그는 1919년 3월 2일 이 날 전라북도 임실군 운암면 지천리(雲岩面 芝川里)에 있는 천도교 교구실에서 천도교 교구장인 한영태(韓榮泰)로부터, 박판덕(朴判德)·한준석(韓俊錫)·최양옥(崔養玉)·우성오(禹成五)·황성진(黃成進)·김영원(金榮遠)·박성근(朴成根) 등의 동료 향리 천도교 교도와 함께 독립선언서 9매를 전해 받았다. 이에 그는 1919년 3월 2일 이 날 밤 독립선언서를 학교·경찰서·면사무소·장터 등을 비롯한 각 관공서 게시판에 게시함으로써, 경성부의 대한 독립 만세 운동을 이 지역 주민들에게 전하여 독립 사상을 고취시켜, 1919년 3월 12일의 임실 장날에 전개된 대한 독립 만세 시위 운동의 정신적 배경이 되게끔 하였다. 그렇지만 곧 일경에 체포되어, 1919년 5월 22일 고등법원에서 소위 보안법 위반 혐의로 징역 1년형을 받고 옥고를 치렀으며 1920년 만기출감하였다. 이후 중화민국 장쑤 성 상하이에 건너가 1921년에서 1928년까지 한국독립당 국가민족행정특보위원을 지냈다.

### 1945년 광복 이후
이후 조선국에 귀국하고 1945년 전라북도 임실 향리에서 조선 광복을 목도한 그는 그 후 1947년에서 1956년까지 한국독립당 상임행정위원을 지냈고 1956년에서 1959년까지 자유당 행정자치연대위원을 지냈으며 1959년에서 1969년까지 한국독립당 전임고문을 지냈다.

## 사후
- 대한민국 정부에서는 고인의 공훈을 기리고자 1983년 대한민국 대통령 표창장을, 1990년 대한민국 건국훈장 애족장을 각각 추서하였다.